# Nils Idman (1680–1750)
Nils Idman, född 1680 i Vittis, död där 4 juni 1750, var en finländsk präst. Han var far till Nils Idman (1716–1790).
Idman blev student 1699 och prästvigdes 1702. Han tjänade under Karl XII:s krig som predikant vid särskilda regementen i Ingermanland och Finland och från 1710 vid Åbo läns infanteriregemente. 
Då finska armén drog norrut, var han densamma följaktig, deltog 1718 i dess olyckliga tåg mot Trondheim och beskrev det i Kort berättelse om fält-tåget 1718: i Dronthems lähn el:r Nordanfiälls (tryckt i "Historiallinen arkisto", VII). En av hans predikningar, Folketz roop på norska fiällerne (1720), innehåller även upplysningar om tåget. 
Idman utnämndes 1719 till kyrkoherde i Vittis, blev 1723 kontraktsprost och var medlem av prästeståndet vid riksdagen 1734. Han tog avsked från sin prästtjänst 1749.